# Mohammed Aman
Mohammed Aman Geleto (Aselle, 10 gennaio 1994) è un mezzofondista etiope, specializzato negli 800 metri piani, disciplina di cui è stato campione mondiale a Mosca 2013.

## Progressione

### 800 metri piani
| Stagione | Tempo   | Luogo          | Data      | Rank. Mond. |
| -------- | ------- | -------------- | --------- | ----------- |
| 2013     | 1'42"37 | Bruxelles      | 6-9-2013  | 1º          |
| 2012     | 1'42"53 | Zurigo         | 30-8-2012 | 3º          |
| 2011     | 1'43"37 | Rieti          | 2-9-2011  | 5º          |
| 2010     | 1'48"50 | Addis Abeba    | 1-5-2010  |             |
| 2009     | 1'46"34 | Rio de Janeiro | 17-5-2009 | 63º         |
| 2008     | 1'50"29 | Abuja          | 23-6-2008 |             |

### 1500 metri piani
| Stagione | Tempo   | Luogo       | Data      | Rank. Mond. |
| -------- | ------- | ----------- | --------- | ----------- |
| 2011     | 3'43"52 | Brazzaville | 12-6-2011 |             |

## Palmarès
| Anno | Manifestazione            | Sede           | Evento       | Risultato  | Prestazione | Note                                     |
| ---- | ------------------------- | -------------- | ------------ | ---------- | ----------- | ---------------------------------------- |
| 2009 | Africani juniores         | Bambous        | 800 m piani  | Oro        | 1'48"82     |                                          |
| 2010 | Giochi olimpici giovanili | Singapore      | 1000 m piani | Oro        | 2'19"54     |                                          |
| 2011 | Africani juniores         | Gaborone       | 800 m piani  | Oro        | 1'46"62     |                                          |
| 2011 | Mondiali allievi          | Lilla          | 800 m piani  | Argento    | 1'44"68     |                                          |
| 2011 | Mondiali                  | Taegu          | 800 m piani  | 8º         | 1'45"93     |                                          |
| 2012 | Mondiali indoor           | Istanbul       | 800 m piani  | Oro        | 1'48"36     |                                          |
| 2012 | Giochi olimpici           | Londra         | 800 m piani  | 6º         | 1'43"20     | Record nazionale                         |
| 2013 | Mondiali                  | Mosca          | 800 m piani  | Oro        | 1'43"31     | Miglior prestazione personale stagionale |
| 2014 | Mondiali indoor           | Sopot          | 800 m piani  | Oro        | 1'46"40     |                                          |
| 2014 | Campionati africani       | Marrakech      | 800 m piani  | Argento    | 1'48"74     |                                          |
| 2015 | Mondiali                  | Pechino        | 800 m piani  | Semifinale | dq          |                                          |
| 2016 | Mondiali indoor           | Portland       | 800 m piani  | 4º         | 1'47"97     |                                          |
| 2016 | Giochi olimpici           | Rio de Janeiro | 800 m piani  | Semifinale | 1'46"14     |                                          |
| 2017 | Mondiali                  | Londra         | 800 m piani  | 6º         | 1'46"06     |                                          |

## Campionati nazionali
2009
- 6º ai campionati etiopi, 800 m piani - 1'50"68

2010
- Argento ai campionati etiopi, 800 m piani - 1'48"5

## Altre competizioni internazionali
2011
- 8º al Prefontaine Classic ( Eugene), miglio - 3'57"14
- Argento al Memorial Van Damme ( Bruxelles), 800 m piani - 1'44"29
- Bronzo al Rieti Meeting ( Rieti), 800 m piani - 1'43"37

2012
- Argento al Prefontaine Classic ( Eugene), 800 m piani - 1'43"74
- Oro al DN Galan ( Stoccolma), 800 m piani - 1'43"56
- Vincitore della Diamond League nella specialità degli 800 m piani (14 punti)

2013
- Oro al Prefontaine Classic ( Eugene), 800 m piani - 1'44"42
- Oro al Golden Gala Pietro Mennea ( Roma), 800 m piani - 1'43"61
- Oro all'Athletissima ( Losanna), 800 m piani - 1'43"33
- Oro al Memorial Van Damme ( Bruxelles), 800 m piani - 1'42"37
- Vincitore della Diamond League nella specialità degli 800 m piani (22 punti)

2014
- Oro al Golden Gala Pietro Mennea ( Roma), 800 m piani - 1'44"24
- Bronzo all'Herculis ( Monaco), 800 m piani - 1'42"83
- Argento al Memorial Van Damme ( Bruxelles), 1000 m piani - 2'15"75
- Argento in Coppa continentale ( Marrakech), 800 m piani - 1'45"34

2015
- 4º al Memorial Van Damme ( Bruxelles), 800 m piani - 1'44"24

2016
- Bronzo al Prefontaine Classic ( Eugene), 800 m piani - 1'44"70